# Marathon van Enschede 2011
De marathon van Enschede 2011 werd gelopen op zondag 17 april 2011 in Enschede. Het was de 43e editie van deze marathon. 
De wedstrijd werd bij de mannen gewonnen door de Oegandees Stephen Kiprotich in een parcoursrecord van 2:07.20 en bij de vrouwen door de Nederlandse Ingrid Prigge in een tijd van 2:45.10. Opvallend is dat Kiprotich was aangetrokken als haas, maar de marathon toch uitliep en uiteindelijk dus ook wist te winnen. Zijn tijd was tevens een Oegandees record.

## Uitslagen

### Mannen
| rang   | naam               | land | tijd    |
| ------ | ------------------ | ---- | ------- |
| Goud   | Stephen Kiprotich  | UGA  | 2:07.20 |
| Zilver | Julius Korir       | KEN  | 2:09.46 |
| Brons  | Gezagahn Girma     | ETH  | 2:10.17 |
| 4      | Samson Barmao      | KEN  | 2:10.21 |
| 5      | Cosmas Koech       | KEN  | 2:11.41 |
| 6      | Gemechu Worku      | ETH  | 2:12.03 |
| 7      | Cosmas Kigen       | KEN  | 2:12.35 |
| 8      | Justus Mebur       | KEN  | 2:13.15 |
| 9      | Alebachew Debas    | ETH  | 2:13.37 |
| 10     | Matthew Koech      | KEN  | 2:14.28 |
| 11     | Philemon Tarbei    | ETH  | 2:15.47 |
| 12     | Stephan Kurui      | KEN  | 2:17.36 |
| 13     | Georgios Karavidas | GRE  | 2:18.58 |
| 14     | Willy Kimutai      | KEN  | 2:20.13 |
| 15     | Sam Landman        | NED  | 2:32.05 |

### Vrouwen
| rang   | naam                  | land | tijd    |
| ------ | --------------------- | ---- | ------- |
| Goud   | Ingrid Prigge         | NED  | 2:45.10 |
| Zilver | Mariska Dute          | NED  | 2:55.30 |
| Brons  | Petra Hasper-ten Kate | NED  | 3:03.22 |

1947 ·
1949 ·
1951 ·
1953 ·
1955 ·
1957 ·
1959 ·
1961 ·
1963 ·
1965 ·
1967 ·
1969 ·
1971 ·
1973 ·
1975 ·
1977 ·
1979 ·
1981 ·
1983 ·
1985 ·
1987 ·
1989 ·
1991 ·
1992 ·
1993 ·
1994 ·
1995 ·
1996 ·
1997 ·
1998 ·
1999 ·
2000 ·
2001 ·
2002 ·
2003 ·
2004 ·
2005 ·
2006 ·
2007 ·
2008 ·
2009 ·
2010 ·
2011 ·
2012 ·
2013 ·
2014 ·
2015 ·
2016 ·
2017 ·
2018 ·
2019 ·
2020 · 2021 ·
2022 ·
2023 ·
2024 ·
2025